# Tour de Campanie
Le Tour de Campanie (en italien : Giro di Campania) est une ancienne course cycliste italienne disputée en Campanie. Créé en 1911, il s'est d'abord agi d'une course par étape lors de ses deux premières éditions. C'est ensuite devenu une course d'un jour, à l'exception des éditions 1929, 1931 et 1938. En 1977, le Tour de Campanie a été le cadre du Championnat d´Italie sur route sacrant Enrico Paolini.

## Palmarès
| Année   | Vainqueur           | Deuxième                 | Troisième            |
| ------- | ------------------- | ------------------------ | -------------------- |
| 1911    | Emanuele Garda      | Angelo Gremo             | Mario Bonalanza      |
| 1912    | non-disputé         | non-disputé              | non-disputé          |
| 1913    | Giuseppe Pifferi    | Ezio Cortesia            | Umberto Romano       |
| 1914-20 | non-disputé         | non-disputé              | non-disputé          |
| 1921    | Angelo Gremo        | Giuseppe Santhià         | Giacchino Tatta      |
| 1922    | Italiano Lugli      | Angiolo Marchi (it)      | Antonio Tecchio      |
| 1923-25 | non-disputé         | non-disputé              | non-disputé          |
| 1926    | Leonida Frascarelli | Battista Giuntelli       | Raffaele Perna       |
| 1927    | Alberto Temponi     | Colombo Neri             | Settimo Innocenti    |
| 1928    | non-disputé         | non-disputé              | non-disputé          |
| 1929    | Leonida Frascarelli | Battista Giuntelli       | Raffaele Di Paco     |
| 1930    | non-disputé         | non-disputé              | non-disputé          |
| 1931    | Luigi Barral        | Francesco Camusso        | Enrico Eboli         |
| 1932    | Learco Guerra       | Alfredo Binda            | Michele Mara         |
| 1933    | non-disputé         | non-disputé              | non-disputé          |
| 1934    | Learco Guerra       | Mario Cipriani           | Joseph Soffietti     |
| 1935    | Learco Guerra       | Giuseppe Olmo            | Giuseppe Martano     |
| 1936-37 | non-disputé         | non-disputé              | non-disputé          |
| 1938    | Giuseppe Olmo       | Vasco Bergamaschi        | Learco Guerra        |
| 1939    | Cino Cinelli        | Gino Bartali             | Pietro Rimoldi       |
| 1940    | Gino Bartali        | Pietro Rimoldi           | Osvaldo Bailo        |
| 1941    | Olimpio Bizzi       | Mario De Benedetti       | Osvaldo Bailo        |
| 1942    | Pierino Favalli     | Antonio Bevilacqua       | Vasco Bergamaschi    |
| 1943-44 | non-disputé         | non-disputé              | non-disputé          |
| 1945    | Gino Bartali        | Primo Volpi              | Quirino Toccaceli    |
| 1946-47 | non-disputé         | non-disputé              | non-disputé          |
| 1948    | Luciano Maggini     | Vito Ortelli             | Severino Canavesi    |
| 1949-51 | non-disputé         | non-disputé              | non-disputé          |
| 1952    | Giuseppe Minardi    | Nino Defilippis          | Luciano Frosini      |
| 1953    | Adolfo Grosso       | Loretto Petrucci         | Fiorenzo Magni       |
| 1954    | Fausto Coppi        | Michele Gismondi         | Bernard Gauthier     |
| 1955    | Fausto Coppi        | Fiorenzo Magni           | Giancarlo Astrua     |
| 1956    | Angelo Conterno     | Giancarlo Astrua         | Gastone Nencini      |
| 1957    | Giorgio Albani      | Michele Gismondi         | Gastone Nencini      |
| 1958    | Alfredo Sabbadin    | Nello Fabbri             | Guido Carlesi        |
| 1959    | Rino Benedetti      | Bruno Monti              | Pierino Baffi        |
| 1960    | Dino Liviero        | Gastone Nencini          | Pierino Baffi        |
| 1961    | Livio Trapè         | Noè Conti                | Pierino Baffi        |
| 1962    | Silvano Ciampi      | Jos Hoevenaers           | Vincenzo Meco        |
| 1963    | Adriano Durante     | Pierino Baffi            | Vittorio Casati      |
| 1964    | Vito Taccone        | Italo Zilioli            | Michele Dancelli     |
| 1965    | Michele Dancelli    | Roberto Poggiali         | Gianni Motta         |
| 1966    | Guido De Rosso      | Jacques Anquetil         | Luciano Sambi        |
| 1967    | Dino Zandegù        | Vittorio Adorni          | Rudi Altig           |
| 1968    | Italo Zilioli       | Franco Bitossi           | Ugo Colombo          |
| 1969    | Marino Basso        | Flaviano Vicentini       | Wladimiro Panizza    |
| 1970    | Franco Bitossi      | Gianfranco Bianchin      | Giancarlo Polidori   |
| 1971    | Claudio Michelotto  | Patrick Sercu            | Marino Basso         |
| 1972    | Franco Bitossi      | Italo Zilioli            | Marcello Bergamo     |
| 1973    | Annulé              | Annulé                   | Annulé               |
| 1974    | Marcello Bergamo    | Wladimiro Panizza        | Enrico Paolini       |
| 1975    | Giancarlo Bellini   | Wladimiro Panizza        | Constantino Conti    |
| 1976    | Rik Van Linden      | Marino Basso             | Roger De Vlaeminck   |
| 1977    | Enrico Paolini      | Marcello Bergamo         | Francesco Moser      |
| 1978    | Giuseppe Saronni    | Wladimiro Panizza        | Vittorio Algeri      |
| 1979    | Piermattia Gavazzi  | Giuseppe Saronni         | Francesco Moser      |
| 1980    | Giuseppe Saronni    | Pierino Gavazzi          | Silvano Contini      |
| 1981    | Leonardo Mazzantini | Giovanni Mantovani       | Francesco Moser      |
| 1982    | Francesco Moser     | Vittorio Algeri          | Wladimiro Panizza    |
| 1983    | Francesco Moser     | Gianbattista Baronchelli | Mario Noris          |
| 1984    | Roger De Vlaeminck  | Dag-Erik Pedersen        | Jürg Bruggmann       |
| 1985    | Daniele Caroli      | Moreno Argentin          | Silvestro Milani     |
| 1986    | Rolf Gölz           | Roberto Visentini        | Pierino Gavazzi      |
| 1987    | Giuseppe Petito     | Maurizio Rossi           | Alessandro Paganessi |
| 1988    | Adriano Baffi       | Angelo Canzonieri        | Maurizio Fondriest   |
| 1989    | Luciano Rabottini   | Franco Ballerini         | Alberto Volpi        |
| 1990    | Franco Ballerini    | Stefano Colagè           | Antonio Fanelli      |
| 1991    | Dario Nicoletti     | Danilo Gioia             | Dario Mariuzzo       |
| 1992    | Davide Cassani      | Franco Ballerini         | Maurizio Fondriest   |
| 1993    | Stefano Della Santa | Leonardo Sierra          | Andreï Tchmil        |
| 1994-99 | non-disputé         | non-disputé              | non-disputé          |
| 2000    | Dario Frigo         | Oscar Cavagnis           | Rodolfo Massi        |
| 2001    | Dimitri Konyshev    | Biagio Conte             | Alberto Ongarato     |